# Schule Burwinkel
Die ehemalige Schule Burwinkel im niedersächsischen Elsfleth-Moorriem, Bauerschaft Burwinkel 29, an der Ecke zum Burwinkler Damm im Landkreis Wesermarsch, stammt aus dem 19. Jahrhundert.

Aktuell (2023) wird sie als Wohnhaus genutzt.
Das Gebäude steht unter Denkmalschutz (siehe auch Liste der Baudenkmale in Elsfleth).

## Beschreibung und Geschichte
Das eingeschossige giebelständige verklinkerte Gebäude mit reetgedecktem Krüppelwalmdach und Niedersachsengiebel sowie Eingang auf der rechten Seite wurde 1861 (Inschrift) gebaut.
Der zurückgesetzte Stall aus der Zeit um 1861 in Backstein mit Satteldach, Ladeluke sowie späterem offenen Anbau in Holz und mit Pultdach gehörte zur Schule.
1935 wurde der Schulbetrieb beendet und es erfolgte danach ein Umbau für eine Wohnnutzung. Die Kinder gingen ab 1937 zur Volksschule Moorriem, Eckfleth 2, an der damals 116 Schülerinnen und Schüler unterrichtet wurden.
Das Landesdenkmalamt befand: „… geschichtliche Bedeutung … als beispielhafte Dorfschule aus der 2. Hälfte des 19. Jhs.“
Heute (2023) werden die Kinder an der Grundschule Moorriem (1927), Grundschule Elsfleth oder der Grundschule Lienen sowie der Oberschule Elsfleth unterrichtet.